# Золотой мяч (Бразилия)
Золотой мяч (порт. Bola de Ouro) — ежегодная награда, которая присуждается лучшему футболисту года в Бразилии ведущим футбольным изданием Бразилии Placar по суммарным результатам оценок, выставляемых футболистам в течение года после каждого матча.

## Список победителей
- 1970:  Франсиско Рейес («Фламенго»)
- 1971:  Дирсеу Лопес («Крузейро»)
- 1972:  Элиас Фигероа («Интернасьонал»)
- 1973:  Агустин Сехас («Сантос»)
- 1973:  Атилио Анчета («Гремио»)
- 1974:  Зико («Фламенго»)
- 1975:  Валдир Перес («Сан-Паулу»)
- 1976:  Элиас Фигероа («Интернасьонал»)
- 1977:  Тониньо Серезо («Атлетико Минейро»)
- 1978:  Фалькао («Интернасьонал»)
- 1979:  Фалькао («Интернасьонал»)
- 1980:  Тониньо Серезо («Атлетико Минейро»)
- 1981:  Пауло Изидоро («Гремио»)
- 1982:  Зико («Фламенго»)
- 1983:  Роберто Коста («Атлетико Паранаэнсе»)
- 1984:  Роберто Коста («Васко да Гама»)
- 1985:  Мариньо («Бангу»)
- 1986:  Карека («Сан-Паулу»)
- 1987:  Ренато Гаушо («Фламенго»)
- 1988:  Клаудио Таффарел («Интернасьонал»)
- 1989:  Рикардо Роша («Сан-Паулу»)
- 1990:  Сезар Сампайо («Сантос»)
- 1991:  Мауро Силва («Брагантино»)
- 1992:  Жуниор («Фламенго»)
- 1993:  Сезар Сампайо («Палмейрас»)
- 1994:  Марсио Аморозо («Гуарани»)
- 1995:  Джованни («Сантос»)
- 1996:  Джалминья («Палмейрас»)
- 1997:  Эдмундо («Васко да Гама»)
- 1998:  Эдилсон («Коринтианс»)
- 1999:  Марселиньо Кариока («Коринтианс»)
- 2000:  Ромарио («Васко да Гама»)
- 2001:  Алекс Минейро («Атлетико Паранаэнсе»)
- 2002:  Кака («Сан-Паулу»)
- 2003:  Алекс («Крузейро»)
- 2004:  Робиньо («Сантос»)
- 2005:  Карлос Тевес («Коринтианс»)
- 2006:  Лукас Лейва («Гремио»)
- 2007:  Тьяго Невес («Флуминенсе»)
- 2008:  Рожерио Сени («Сан-Паулу»)
- 2009:  Адриано («Фламенго»)
- 2010:  Дарио Конка («Флуминенсе»)
- 2011:  Неймар («Сантос»)
- 2012:  Роналдиньо («Атлетико Минейро»)
- 2013:  Эвертон Рибейро («Крузейро»)
- 2014:  Рикардо Гуларт («Крузейро»)
- 2015:  Ренато Аугусто («Коринтианс»)
- 2016:  Габриэл Жезус («Палмейрас»)
- 2017:  Жо («Коринтианс»)
- 2018:  Дуду («Палмейрас»)
- 2019:  Габриел Барбоза («Фламенго»)
- 2020:  Клаудиньо («Ред Булл Брагантино»)
- 2021:  Халк («Атлетико Минейро»)
- 2022:  Густаво Скарпа («Палмейрас»)
- 2023:  Луис Суарес («Гремио»)

Примечание: в 1970 и 1972 годах награда «Золотой мяч» официально ещё не была утверждена — победители указаны постфактум.